# Naoriya Pakhanglakpa
Naoriya Pakhanglakpa is een census town in het district Imphal-West van de Indiase staat Manipur. 

## Demografie
Volgens de Indiase volkstelling van 2001 wonen er 6619 mensen in Naoriya Pakhanglakpa, waarvan 50% mannelijk en 50% vrouwelijk is. De plaats heeft een alfabetiseringsgraad van 79%. 